# Печат на Мавър
Печатът на Ма̀вър (Μαύρος) е моливдовул на средногръцки език от VII век. Отпечатъкът произхожда от колекцията на Георги Закос в Базел - търговец на византийски антики и известен експерт по сфрагистика от средата на ХХ век.

## Характеристика
Принадлежал е на Маврос (или Мавър, както е наречен в българската историография) – приближен на Кубер, брат на Аспарух. Около 682 – 684 Кубер и Мавър се опитват да превземат Солун, но Византия осуетява този план и преселва част от Куберовите прабългари по Струма и в Родопите, а за техен вожд е поставен Мавър, за което разбираме именно от въпросния печат.
Надписът на печата гласи:
Μαύρῳ πατρικίῳ (καί) [ἄρ]χωντι τῶν Σερμησ[ι]άνων (καί) Βoυλγάρ(ων)
„На Маврос, патриция и архонта на сермесианите и българите“

## Интерпретация
Според Веселин Бешевлиев сермесианите са жители на Срем, последвали Кубер в Керамисийското поле. Самият печат се свързва с ранната история на българите и с опита им да създадат самостоятелна държава в югозападната част на Балканския полуостров.